# Paracedicus geshur
Espèce
Paracedicus geshur est une espèce d'araignées aranéomorphes de la famille des Desidae.

## Distribution
Cette espèce est endémique d'Israël.

## Description
Le mâle holotype mesure 5,9 mm, les mâles mesurent de 5,0 à 6,2 mm et les femelles de 6,3 à 6,6 mm.

## Systématique et taxinomie
Cette espèce a été décrite par Levy en 2007.

## Étymologie
Son nom d'espèce lui a été donné en référence au lieu de sa découverte, Geshur.

## Publication originale
- Levy, 2007 : « Calommata (Atypidae) and new spider species (Araneae) from Israel. » Zootaxa, no 1551, p. 1-30.